# Kochen & genießen
kochen & genießen ist eine monatlich erscheinende Food-Zeitschrift, die seit 1985 von der Bauer Media Group herausgegeben wird. Sitz der Redaktion ist Hamburg.

## Inhalt und Schwerpunkte
Jedes Heft beinhaltet rund 50 Koch- und Backrezepte, welche durch Tipps und Ratgeber zum Thema Ernährung, Küche und Dekoration ergänzt werden. Ständige Rubriken sind zudem das Menü des Monats, der Kinder-Kochclub, Sammelrezepte für Diabetiker und ein Reise-Special mit Rezepten aus aller Welt.

## Leserschaft
85 Prozent der Leser sind weiblich. Der durchschnittliche Leser ist 47 Jahre alt und hat ein Haushaltsnettoeinkommen von 3.755 Euro.